# واه

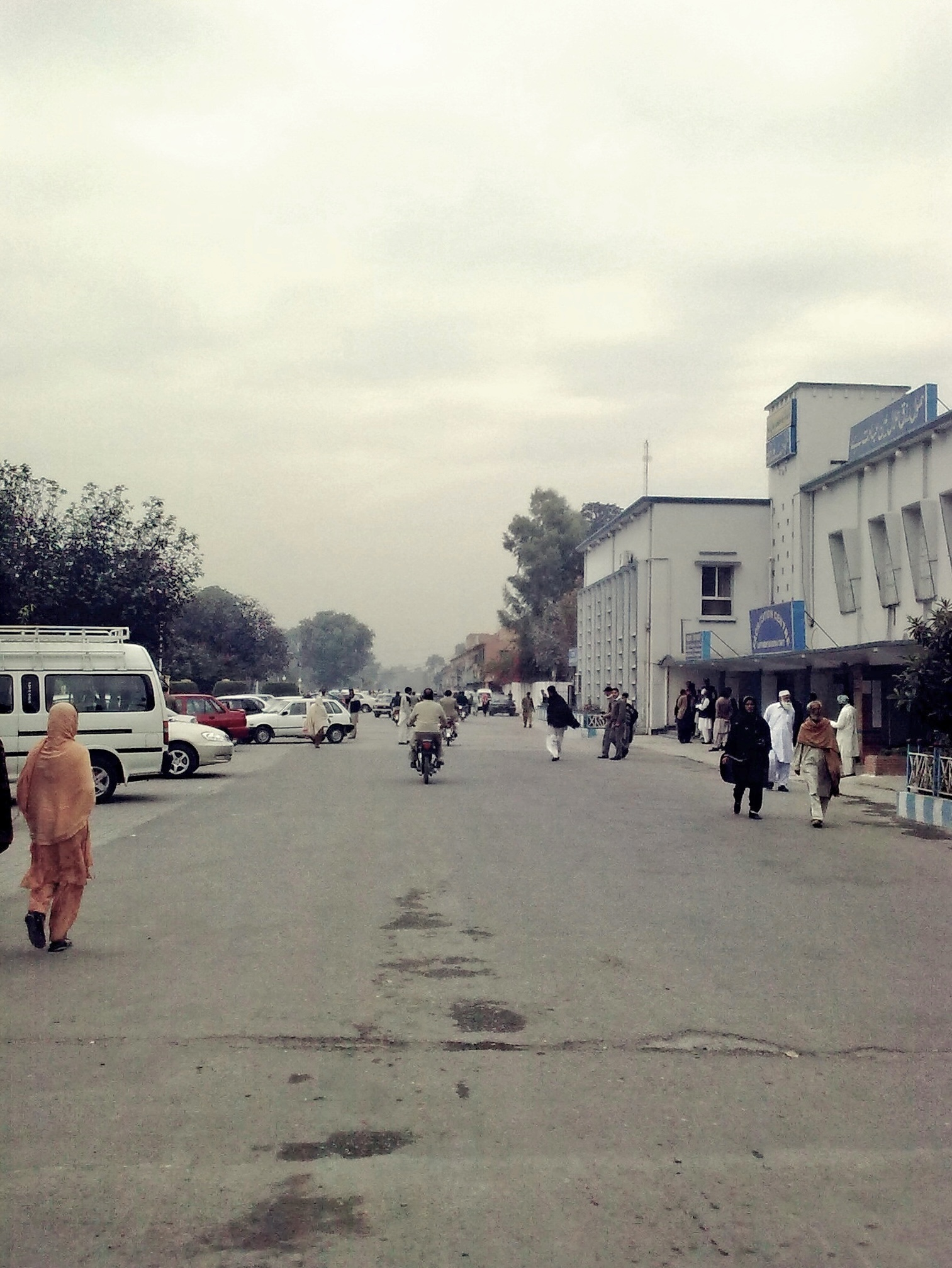
واه شهری در پاکستان

واه (به اردو: واہ) شهری در ایالت پنجاب (پاکستان) کشور پاکستان است که در سرشماری سال ۲۰۰۶ میلادی، ۲۴۳٫۱۵۱ نفر جمعیت داشته است.